# Belonogaster atrata
Belonogaster atrata är en getingart som beskrevs av Schulthess 1912. Belonogaster atrata ingår i släktet Belonogaster och familjen getingar. Inga underarter finns listade.